# Владимирово (община Берово)
Владими́рово (мак. Владимирово) — село у Північній Македонії, яке входить до общини Берово, що в Східному регіоні країни.
Громада складається з — 861 особа (перепис 2002): 859 македонців і 2 серби. Село розкинулося в гірській місцевості (середні висоти — 879 метрів) в історико-географічній області Мелешево.